# Mistrovství světa v ledním hokeji 2010 (Divize I)
Mistrovství světa v ledním hokeji 2010 (Divize I) proběhlo od 17. do 25. dubna 2010. Účastníci turnaje byli rozděleni do dvou samostatných skupin. Skupina A se odehrála ve městě Tilburg v Nizozemsku a skupina B v Ljubljaně na Slovinsku. Týmy, které se ve skupinách umístily na prvním místě, postupovaly na Mistrovství světa v ledním hokeji 2011, zatímco týmy, které se ve skupinách umístily na posledním místě, sestoupily do II. Divize

## Účastníci

### Skupina A
| Tým        | Kvalifikace                                                   |
| ---------- | ------------------------------------------------------------- |
| Rakousko   | 14. místo na Mistrovství světa v ledním hokeji 2009 a sestup. |
| Ukrajina   | 2. místo v Divize I. - Skupina B.                             |
| Japonsko   | 3. místo v Divize I. - Skupina A.                             |
| Litva      | 4. místo v Divize I. - Skupina A.                             |
| Nizozemsko | Pořadatel, 5. místo v Divize I. - Skupina B.                  |
| Srbsko     | 1. místo v Divize II. - Skupina A a postup.                   |

### Skupina B
| Tým            | Kvalifikace                                                   |
| -------------- | ------------------------------------------------------------- |
| Maďarsko       | 16. místo na Mistrovství světa v ledním hokeji 2009 a sestup. |
| Slovinsko      | Pořadatel, 2. místo v Divize I. - Skupina A.                  |
| Velká Británie | 3. místo v Divize I. - Skupina B.                             |
| Polsko         | 4. místo v Divize I. - Skupina B.                             |
| Chorvatsko     | 5. místo v Divize I. - Skupina A.                             |
| Jižní Korea    | 1. místo v Divize II. - Skupina B a postup.                   |

## Skupiny

### Skupina A
| Tým        | Z | V | VP | PP | P | GV | GI | +/- | B  |
| ---------- | - | - | -- | -- | - | -- | -- | --- | -- |
| Rakousko   | 5 | 5 | 0  | 0  | 0 | 28 | 5  | +23 | 15 |
| Ukrajina   | 5 | 4 | 0  | 0  | 1 | 39 | 12 | +27 | 12 |
| Japonsko   | 5 | 3 | 0  | 0  | 2 | 17 | 7  | +10 | 9  |
| Nizozemsko | 5 | 2 | 0  | 0  | 3 | 11 | 19 | -8  | 6  |
| Litva      | 5 | 1 | 0  | 0  | 4 | 19 | 33 | -14 | 3  |
| Srbsko     | 5 | 0 | 0  | 0  | 5 | 8  | 46 | -38 | 0  |

 Rakousko postoupilo mezi elitu na Mistrovství světa v ledním hokeji 2011.
 Srbsko sestoupilo do 2. divize na Mistrovství světa v ledním hokeji 2011 (Divize II.).
| Datum     | Tým        | Výsledek                                | Tým        |
| --------- | ---------- | --------------------------------------- | ---------- |
| 19.4.2010 | Litva      | 5 - 12 ( 0 - 2 , 4 - 4 , 1 - 6 ) Report | Ukrajina   |
| 19.4.2010 | Srbsko     | 0 - 13 ( 0 - 7 , 0 - 3 , 0 - 3 ) Report | Rakousko   |
| 19.4.2010 | Nizozemsko | 1 - 3 ( 0 - 1 , 0 - 2 , 1 - 0 ) Report  | Japonsko   |
| 20.4.2010 | Rakousko   | 6 - 2 ( 1 - 1 , 3 - 0 , 2 - 1 ) Report  | Litva      |
| 20.4.2010 | Japonsko   | 5 - 0 ( 1 - 0 , 3 - 0 , 1 - 0 ) Report  | Srbsko     |
| 20.4.2010 | Ukrajina   | 9 - 2 ( 3 - 0 , 4 - 1 , 2 - 1 ) Report  | Nizozemsko |
| 22.4.2010 | Ukrajina   | 15 - 2 ( 1 - 1 , 6 - 0 , 8 - 1 ) Report | Srbsko     |
| 22.4.2010 | Japonsko   | 1 - 3 ( 0 - 2 , 1 - 0 , 0 - 1 ) Report  | Rakousko   |
| 22.4.2010 | Litva      | 1 - 4 ( 1 - 1 , 0 - 2 , 0 - 1 ) Report  | Nizozemsko |
| 24.4.2010 | Ukrajina   | 2 - 1 ( 0 - 0 , 1 - 0 , 1 - 1 ) Report  | Japonsko   |
| 24.4.2010 | Srbsko     | 4 - 10 ( 0 - 3 , 1 - 3 , 3 - 4 ) Report | Litva      |
| 24.4.2010 | Rakousko   | 4 – 1 (2 – 1 , 2 – 0 , 0 – 0) Report    | Nizozemsko |
| 25.4.2010 | Japonsko   | 7 - 1 ( 2 - 0 , 2 - 1 , 3 - 0 ) Report  | Litva      |
| 25.4.2010 | Nizozemsko | 3 - 2 ( 2 - 1 , 0 - 1 , 1 - 0 ) Report  | Srbsko     |
| 25.4.2010 | Rakousko   | 2 - 1 ( 1 - 0 , 0 - 0 , 1 - 1 ) Report  | Ukrajina   |

## Statistiky

### Nejproduktivnější hráči
| Hráč                  | Z | G | A | B  | +/− | TM |
| --------------------- | - | - | - | -- | --- | -- |
| Kostiantyn Kasianchuk | 5 | 6 | 7 | 13 | +9  | 6  |
| Andri Mikhnov         | 5 | 3 | 9 | 12 | +7  | 2  |
| Oliver Setzinger      | 5 | 1 | 9 | 10 | +8  | 0  |
| Oleksandr Materukhin  | 5 | 6 | 3 | 9  | +8  | 12 |
| Thomas Koch           | 5 | 5 | 4 | 9  | +8  | 0  |
| Tadas Kumeliauskas    | 5 | 5 | 4 | 9  | 0   | 33 |
| Matthias Trattnig     | 5 | 3 | 6 | 9  | +10 | 4  |
| Oleg Timchenko        | 5 | 2 | 7 | 9  | +7  | 14 |
| Vadym Shakhraychuk    | 5 | 4 | 4 | 8  | +9  | 6  |
| Daniel Welser         | 5 | 4 | 4 | 8  | +9  | 2  |

Z = Odehrané zápasy; G = Góly; A = Asistence; B = Body; +/− = Plus/Minus; TM = Trestné minuty
Zdroj: IIHF.com

### Nejlepší brankáři
V tomto seznamu je zahrnuto pouze 5 nejlepších brankářů, kteří odehráli 40% času ve svém týmu.
| Brankář            | OM     | S   | OG | GnZ  | Ús%   |
| ------------------ | ------ | --- | -- | ---- | ----- |
| Masahito Haruna    | 120:00 | 41  | 1  | 0.50 | 97.56 |
| Reinhard Divis     | 300:00 | 103 | 5  | 1.00 | 95.15 |
| Yutaka Fukufuji    | 176:47 | 98  | 6  | 2.04 | 93.88 |
| Kostiantyn Simchuk | 199:50 | 77  | 6  | 1.80 | 92.21 |
| Phil Groeneveld    | 211:34 | 134 | 12 | 3.40 | 91.04 |

OM = Odehrané minuty (minuty:sekundy); S = Střely; OG = Obdržené góly; GnZ = Gólů na zápas; Ús% = Úspěšnost zákroků
Zdroj: IIHF.com

### Skupina B
| Tým            | Z | V | VP | PP | P | GV | GI | +/- | B  |
| -------------- | - | - | -- | -- | - | -- | -- | --- | -- |
| Slovinsko      | 5 | 4 | 1  | 0  | 0 | 29 | 10 | +19 | 14 |
| Maďarsko       | 5 | 4 | 0  | 0  | 1 | 21 | 6  | +15 | 12 |
| Polsko         | 5 | 3 | 0  | 0  | 2 | 15 | 12 | +3  | 9  |
| Velká Británie | 5 | 2 | 0  | 1  | 2 | 10 | 10 | 0   | 7  |
| Jižní Korea    | 5 | 1 | 0  | 0  | 4 | 13 | 21 | -8  | 3  |
| Chorvatsko     | 5 | 0 | 0  | 0  | 5 | 4  | 33 | -29 | 0  |

 Slovinsko postoupilo mezi elitu na Mistrovství světa v ledním hokeji 2011.
 Chorvatsko sestoupilo do 2. divize na Mistrovství světa v ledním hokeji 2011 (Divize II.).
| Datum     | Tým            | Výsledek                                          | Tým                |
| --------- | -------------- | ------------------------------------------------- | ------------------ |
| 17.4.2010 | Chorvatsko     | 1 - 4 (1 - 1 , 0 - 2 , 0 - 1) Report              | Velká Británie     |
| 17.4.2010 | Jižní Korea    | 2 - 4 ( 0 - 0 , 1 - 3 , 1 - 1 ) Report            | Maďarsko           |
| 17.4.2010 | Polsko         | 2 - 3 (1 – 3 , 1 – 0 , 0 – 0) Report              | Slovinsko          |
| 18.4.2010 | Velká Británie | 2 - 1 ( 0 - 0 , 1 - 1 , 1 - 0 ) Report            | Jižní Korea        |
| 18.4.2010 | Maďarsko       | 6 - 0 ( 2 - 0 , 0 - 0 , 4 - 0 ) Report            | Polsko             |
| 18.4.2010 | Slovinsko      | 10 - 1 ( 6 - 0 , 1 - 1 , 3 - 0 ) Report           | Chorvatsko         |
| 20.4.2010 | Jižní Korea    | 2 - 5 ( 1 - 3 , 1 - 1 , 0 - 1 ) Report            | Polsko             |
| 20.4.2010 | Maďarsko       | 8 - 0 ( 3 - 0 , 5 - 0 , 0 - 0 ) Report            | Chorvatsko         |
| 20.4.2010 | Slovinsko      | 4 - 3 PP ( 1 - 0 , 1 - 0 , 1 - 3 , 1 - 0 ) Report | Spojené království |
| 21.4.2010 | Polsko         | 6 - 0 ( 3 - 0 , 2 - 0 , 1 - 0 ) Report            | Chorvatsko         |
| 21.4.2010 | Velká Británie | 0 - 2 ( 0 - 0 , 0 - 1 , 0 - 1 ) Report            | Maďarsko           |
| 21.4.2010 | Slovinsko      | 8 - 3 ( 3 - 0 , 2 - 2 , 3 - 1 ) Report            | Jižní Korea        |
| 23.4.2010 | Chorvatsko     | 2 - 5 ( 1 - 3 , 0 - 1 , 1 - 1 ) Report            | Jižní Korea        |
| 23.4.2010 | Velká Británie | 1 - 2 ( 1 - 0 , 0 - 1 , 0 - 1 ) Report            | Polsko             |
| 23.4.2010 | Maďarsko       | 1 - 4 ( 1 - 1 , 0 - 1 , 0 - 2 ) Report            | Slovinsko          |

## Statistiky

### Nejproduktivnější hráči
| Hráč           | Z | G | A | B  | +/− | TM |
| -------------- | - | - | - | -- | --- | -- |
| Žiga Jeglič    | 5 | 2 | 9 | 11 | +5  | 0  |
| Rok Ticar      | 5 | 7 | 3 | 10 | +4  | 2  |
| Kim Ki-sung    | 5 | 3 | 5 | 8  | +3  | 2  |
| Jan Mursak     | 5 | 5 | 2 | 7  | +4  | 2  |
| Song Dong-hwan | 5 | 4 | 3 | 7  | +5  | 2  |
| Jan Urbas      | 5 | 2 | 5 | 7  | +5  | 6  |
| Balázs Ladányi | 5 | 2 | 4 | 6  | +2  | 0  |
| Marcel Rodman  | 5 | 1 | 5 | 6  | +4  | 6  |
| Mitja Sivic    | 5 | 1 | 5 | 6  | +7  | 6  |
| Marton Vas     | 5 | 4 | 1 | 5  | +3  | 0  |
| Kim Woo-jae    | 5 | 1 | 4 | 5  | +2  | 4  |

Z = Odehrané zápasy; G = Góly; A = Asistence; B = Body; +/− = Plus/Minus; TM = Trestné minuty
Zdroj: IIHF.com

### Nejlepší brankáři
V tomto seznamu je zahrnuto pouze 5 nejlepších brankářů, kteří odehráli 40% času ve svém týmu.
| Brankář             | OM     | S   | OG | GnZ  | Ús%   |
| ------------------- | ------ | --- | -- | ---- | ----- |
| Zoltan Hetenyi      | 280:00 | 131 | 6  | 1.29 | 95.52 |
| Stephen Murphy      | 240:20 | 133 | 9  | 2.25 | 93.23 |
| Krzysztof Zborowski | 279:54 | 122 | 9  | 1.93 | 92.62 |
| Andrej Hočevar      | 291:03 | 110 | 10 | 2.06 | 90.91 |
| Vanja Belic         | 300:00 | 223 | 33 | 6.60 | 85.20 |

OM = Odehrané minuty (minuty:sekundy); S = Střely; OG = Obdržené góly; GnZ = Gólů na zápas; Ús% = Úspěšnost zákroků
Zdroj: IIHF.com